# Battaglia di Caldiero (1813)
La battaglia di Caldiero del 15 novembre 1813 vide un esercito del Primo Impero francese sotto Eugenio di Beauharnais opposto a un esercito dell'Impero austriaco comandato da Johann von Hiller. Eugenio, che era Viceré del Regno d'Italia, inflisse una sconfitta alle truppe di Hiller, cacciandole da Caldiero.

## Contesto storico
Con l'ingresso in guerra dell'Austria al fianco delle potenze della coalizione, si aprì un nuovo fronte lungo il confine tra l'impero asburgico ed i domini napoleonici in Italia. L'imperatore francese inviò il proprio figliastro Eugenio, viceré d'Italia, ad organizzare le difese del nuovo fronte meridionale. Giunto in Italia a maggio, Eugenio raccolse un esercito di 50000 uomini e si preparò a difendere il Friuli dall'attacco della sua controparte austriaca, l'esperto generale Hiller.
Dopo una primissima fase in cui i franco-italiani erano addirittura passati all'attacco, le prime sconfitte subite dalle divisioni dei generali di Eugenio posero una seria ipoteca sulla possibilità di riuscire a mantenere stabile il fronte tra Carinzia, Slovenia e Croazia. Presto, le sue forze iniziarono a perdere terreno e furono costrette a retrocedere: prima cadde Fiume, poi Villaco ed infine Eugenio stesso, che aveva posto il proprio quartier generale a Lubiana, fu costretto ad abbandonarlo per far ritorno in Italia.

## Antefatti

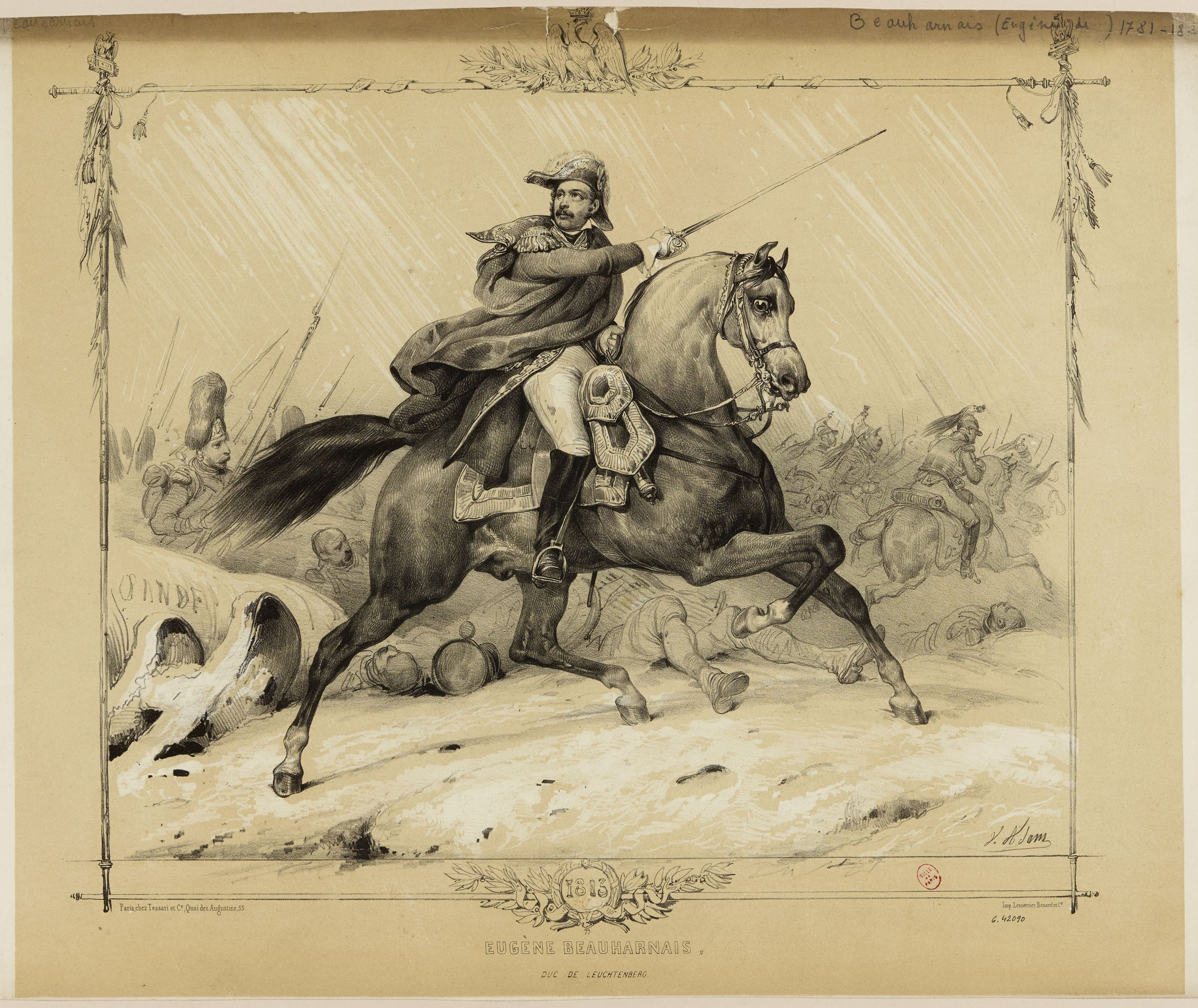
Eugenio di Beauharnais

Le forze austriache stavano continuando ad aumentare di numero e la contemporanea defezione della Baviera a seguito della disastrosa sconfitta di Lipsia resero la posizione di Eugenio in Friuli pericolosa ed instabile: una manovra di aggiramento avrebbe decretato la fine della campagna dei franco-italiani. Radunate le proprie forze presso Gorizia, Gradisca e Tarvisio, Eugenio si preparò ad una lunga ritirata: sebbene inizialmente volesse difendersi il Piave e il Tagliamento, il viceré optò poi per l'Adige, dove le fortezze di Verona e Legnago avrebbero fornito un considerevole apporto alla stabilità e alla sicurezza delle proprie linee difensive. La ritirata iniziò il 6 ottobre: le divisioni franco-italiane ripiegarono ordinatamente, marciando a passo costante verso il Veneto. Non incontrarono il nemico se non in qualche scontro occasionale in Carnia nei primi giorni di marcia. Il 30 ottobre tutto l'esercito di Eugenio aveva raggiunto il Piave ed il quartier generale era stato posto a Spresiano.
Tuttavia, Hiller, compresa la manovra di Eugenio, sperava di riuscire a bloccare l'avanzata dei franco-italiani e di riuscire a raggiungerli con le proprie forze al completo, in modo da ingaggiarli in battaglia e sconfiggerli definitivamente. A tale scopo, alcune delle sue brigate erano state inviate in Trentino, con l'ordine di cercare di sbucare in pianura dinnanzi ad Eugenio e bloccare il passaggio dell'esercito napoleonico. Le forze austriache, consistenti soprattutto nella brigata Eckhardt, raggiunsero ed occuparono Bassano, dalla quale lanciarono diverse incursioni nei paesi limitrofi. Eugenio, arrivato sul posto il 30 ottobre, incaricò immediatamente il generale Grenier di occuparsi della questione: prese il proprio corpo d'armata, lo divise in tre colonne e scalzò gli austriaci dalla loro posizione, causando una fuga parzialmente disordinata. Rimosso quest'ultimo ostacolo, gli uomini di Eugenio proseguirono ordinatamente la marcia verso l'Adige, raggiunto il 6 novembre. Solo sei giorni dopo, Hiller arrivò a Vicenza.
Il fatto che i franco-italiani avessero finalmente raggiunto l'Adige, non fermò Hiller dal tentare un nuovo attacco: incaricò il generale Radivojevich, che comandava la sua ala sinistra, di radunare i propri uomini nei pressi di Caldiero, un paese non molto lontano da Verona, già protagonista di numerosi scontri tra francesi ed austriaci nel corso dell'ultimo ventennio (1796, 1805, 1809), e di prepararsi ad attaccare la fortezza di Verona nei giorni seguenti. I ricognitori di Eugenio, inviati a pattugliare le campagne circostanti, si imbatterono in alcuni picchetti austriaci e notarono l'insolita concentrazione di forze imperiali nelle vicinanze del paesino. Tornati a Verona, informarono immediatamente Eugenio, che decise rapidamente di attaccare, prima che fosse il nemico a fare la sua mossa.

## La battaglia

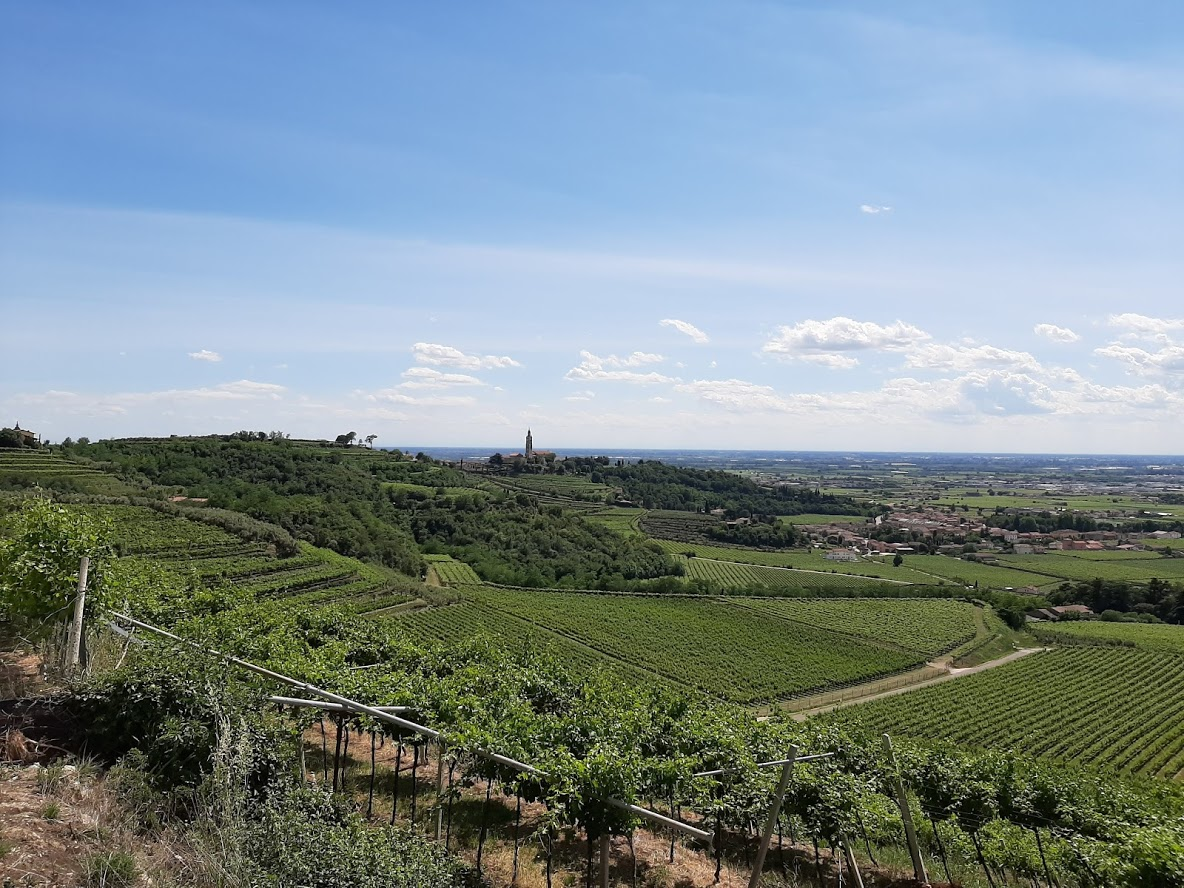
Panorama di Colognola

Le ricognizioni che individuarono gli austriaci furono effettuate il 10 ed il 12 novembre. Il piano d'attacco di Eugenio fu predisposto e preparato per il 14 ma il cattivo tempo costrinse il viceré a ritardare la sua esecuzione di un giorno. Gli austriaci, al momento dell'attacco francese, occupavano la zona collinare di Caldiero e di Colognola con le sole divisioni di Eckhardt e Vécsey. Per via della loro posizione, difensivamente solida, soprattutto grazie alle numerose colline circostanti, Hiller ritenne che le due divisioni fossero sufficienti a trattenere un attacco nemico abbastanza a lungo da permettere al resto dell'esercito austriaco di intervenire in loro soccorso.
Marcognet e la brigata di cavalleria del generale Bonnemains si diressero su Vago, portando con sé una dozzina di cannoni. La divisione di Quesnel, invece, portò la sua destra contro l'estrema destra nemica, nei pressi di Colognola, e la sua sinistra ancora più avanti, verso Illasi, in modo da bloccare le vie di fuga del nemico e costringerlo a ritirarsi verso Caldiero. I generali Mermet e Perreymond con due brigate e sei cannoni costeggiarono l'Adige lungo la strada principale, intenzionati a sbucare alle spalle del nemico, bloccare il passaggio tra Caldiero ed Arcole ed impedirgli di usare il ponte di Villanova. La guardia reale restò come riserva a San Martino. Il movimento dei franco-italiani iniziò verso le 7:00 del mattino, raggiunsero le posizioni assegnate circa due ore dopo ed iniziarono l'attacco verso le 10:00.
Quesnel fu il primo a scontrarsi con i reparti asburgici stanziati tra Illasi e Colognola, riuscendo a divenire padrone del luogo nel giro di un'ora.  Conquistati il villaggio ed il castello di Illasi, Quesnel proseguì la propria marcia verso sud, impensierendo Eckhardt, le cui forze erano mosse in direzione di Colognola e San Pietro. Mentre Eckhardt compiva questo movimento, fu colto di sorpresa dall'attacco delle brigate di Jeannin, che lo raggiunse su un'altura nei pressi di San Pietro, e di Deconchy, che attaccò il Monte Gazzo. Marcognet ripiegò anch'egli verso il Monte Gazzo, costringendo Eckhardt a ritirarsi a Caldiero, cercando di mantenere il possesso di quest'ultima posizione. Marcognet, non volendo impegnarsi in uno scontro senza la necessaria preparazione, fece posizionare l'artiglieria di Bonnemains contro la cittadina di Caldiero e la fece bombardare pesantemente: un'ora dopo i suoi uomini riuscirono a prendere il controllo del paese in relativa facilità. Nel frattempo, Quesnel cercò di aggirare la posizione di Colognola.

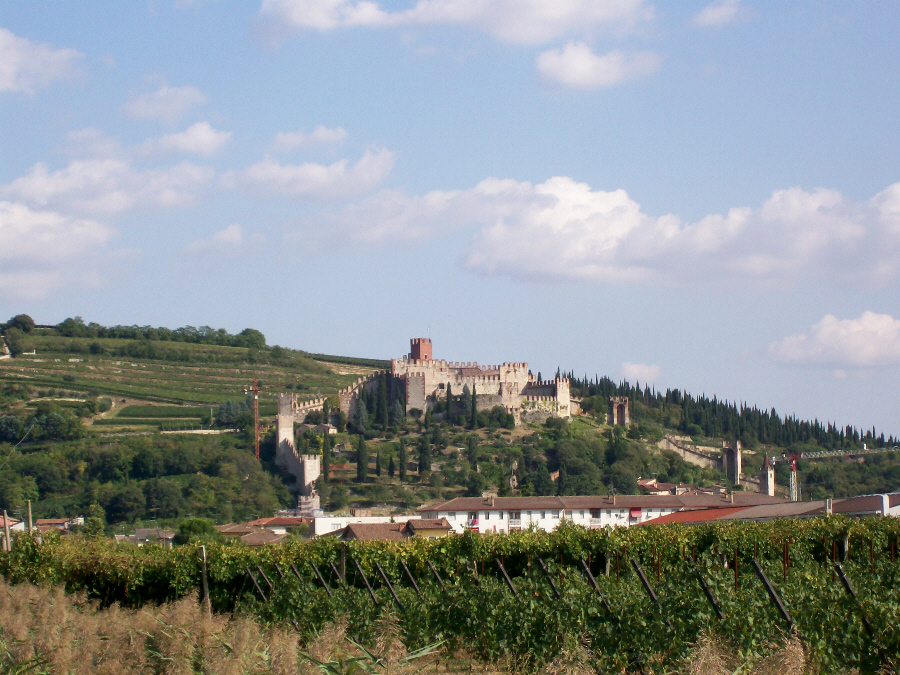
Il castello di Soave

Il generale Merville, responsabile delle forze austriache in zona, non vide altra soluzione che ritirare le proprie truppe dietro al fiume Alpone, allontanandole dal teatro di battaglia. Mentre Vécsey, inseguito da Quesnel, riuscì a ritirarsi in discreto ordine e a montare un'efficace resistenza nei pressi di Soave, lo stesso non si può dire di Eckhardt: i suoi uomini furono tallonati dalla cavalleria di Mermet e bersagliati dal fuoco dei cannoni di Bonnemains. Riuscirono comunque a raggiungere il ponte di Villanova in un discreto ordine ma vennero definitivamente raggiunti dai francesi: colpiti costantemente dall'artiglieria e braccati dalle forze di cavalleria nemiche, resistettero per breve tempo prima di fuggire in una rotta generalizzata. Se non fosse stato per l'intervento di un battaglione di granatieri e di una batteria di cannoni inviati da Radivojevich, l'intera divisione sarebbe caduta assieme al ponte quasi senza combattere.
Alle 17, Quesnel si era impadronito di Soave ma non era riuscito a stanare gli austriaci, chiusi nel castello soprastante il paese e ormai a corto di munizioni. Un ulteriore attacco fu tentato prima del calar della sera ma non ebbe risultato. Anche Marcognet cercò di attaccare il ponte di Villanova, ma i rinforzi inviati da Radivojevich fecero un'ottima guardia e sbarrarono loro il passaggio. La notte pose fine ai combattimenti.

## Conseguenze e bilancio
Lo storico Alain Pigeard dichiarò che gli austriaci ebbero 1 500 morti e feriti, più 1 000 catturati su un totale di 18 000 soldati impegnati. Notò che 16 000 soldati francesi erano presenti durante la loro vittoria, ma non fornirono dati sulle perdite. Digby Smith affermò che i francesi ebbero 500 morti e feriti su 16 000 soldati nel loro trionfo, mentre gli austriaci ebbero 500 morti e feriti, più di 900 uomini e due cannoni catturati. Frederick C. Schneid elencò 500 francesi uccisi e feriti, 1 500 austriaci uccisi e feriti, più di 900 austriaci e due cannoni catturati.

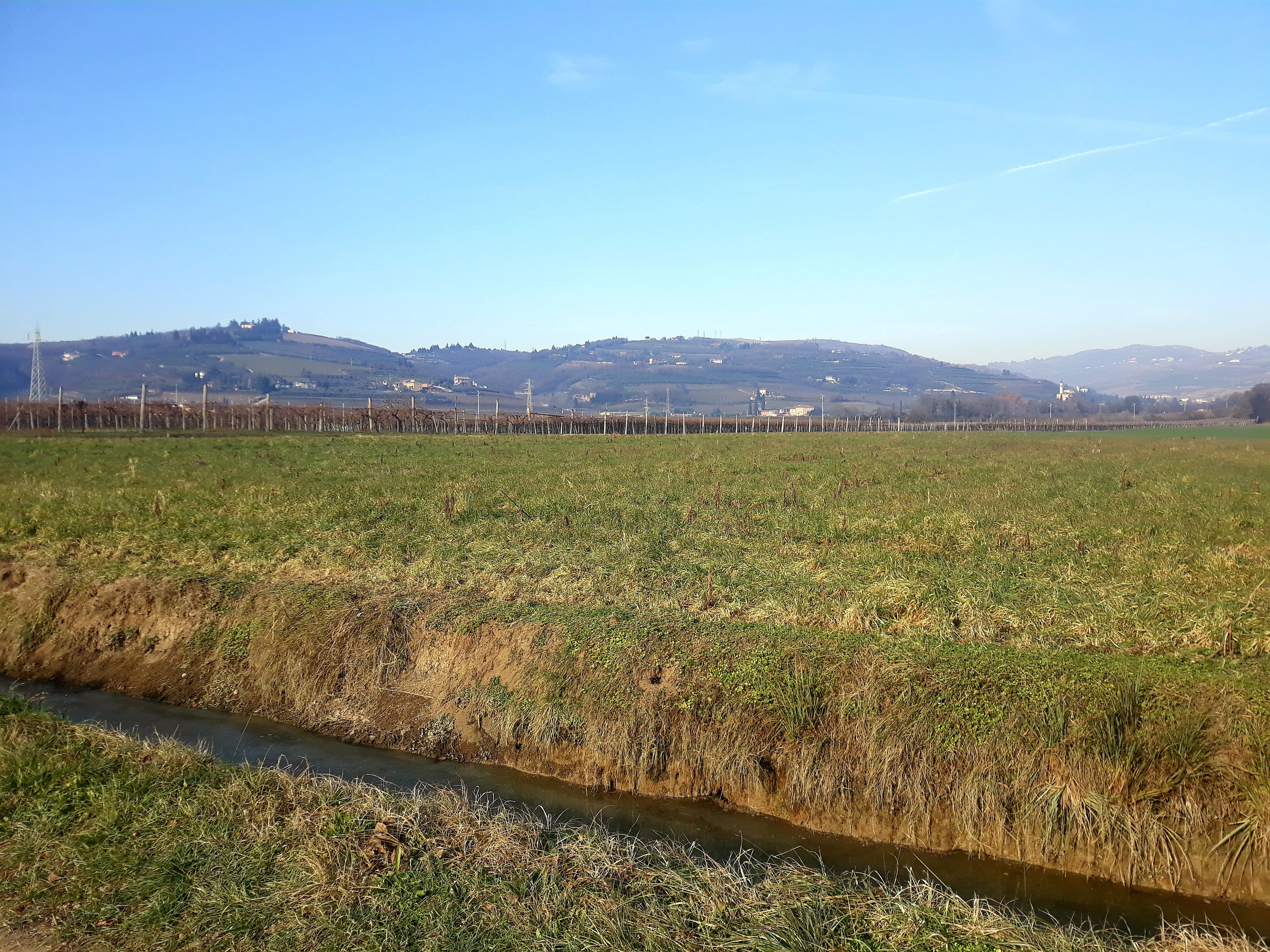
Campagna nei pressi di San Martino Buon Albergo

L'attacco francese fu così efficace da mandare in crisi totale le comunicazioni tra i reparti imperiali asburgici e mise l'intero territorio oggetto della battaglia nelle mani dei francesi: gli unici uomini austriaci erano richiusi a Soave, dove peraltro erano a corto di munizioni, o a San Bonifacio, intenti a distruggere i ponti sotto il costante fuoco francesi per impedire un'ulteriore avanzata delle forze di Eugenio. Hiller fu costretto a prendere il reggimento Deutschmeister, appena sceso a marce forzate da Trento e costringerlo a proseguire il proprio viaggio verso l'Adige per rinforzare la propria posizione.
Conclusa la battaglia, Eugenio mandò le brigate di Jeannin e di Marcognet ad occupare due avamposti nei pressi di San Martino e di Vago mentre il resto del suo esercito fece immediatamente ritorno a Verona. Quattro giorni più tardi, il 19 novembre, Hiller fece attaccare gli avamposti francesi dagli uomini di Radivojevich, con l'intento di cacciare i napoleonici dal lato orientale dell'Adige e, possibilmente, sfondare le loro linee difensive per prendere Verona e proseguire nell'avanzata verso la Lombardia. Inizialmente sopraffatti dalla superiorità numerica del nemico i francesi arretrarono sulle postazioni di San Michele, dove riuscirono efficacemente a contenere l'avanzata delle brigate di Vécsey ed Eckhardt. Dopo questo scontro, il fronte dell'Adige cadde in una lunga fase di inerzia: per gli austriaci attaccare era troppo rischioso e costoso ed i napoleonici si limitarono a rafforzare ulteriormente le linee di difesa lungo il fiume, rendendolo una barriera praticamente invalicabile.